# Promotion 1957-1959 de l'École nationale d'administration
La promotion 1957-1959 de l'École nationale d’administration (ÉNA), dite promotion Vauban, est la quinzième promotion d'élèves depuis la création de l'école en 1946. Elle porte le nom de Sébastien Le Prestre de Vauban, ingénieur et architecte militaire français.
La promotion Vauban est remarquée pour le nombre élevé d'élèves ayant par la suite accédé à des postes clefs de la République, parmi lesquels le futur président de la République Jacques Chirac.

## Historique de la promotion

### Scolarité
Le jury du concours d'entrée est présidé par Louis Joxe. Il est composé d'une dizaine de hauts fonctionnaires et professeurs d'université. Cinquante-six étudiants sont sélectionnés, ce qui en fait la plus petite promotion de l'histoire de l'école. 
Plusieurs étudiants font leur service militaire avant le début de la scolarité. Un étudiant, Bertrand d'Ussel, meurt sous les drapeaux en Algérie. La promotion Vauban débute en 1957 et s'achève en 1959. Elle est la seule promotion de l'ENA à chevaucher la Quatrième et la Cinquième République. 
Le nom de Vauban est choisi en janvier 1957 en l'absence d'une quinzaine d'étudiants retenus sous les drapeaux. Les noms de Commune de Paris, Stendhal, Saint-Just, abbé Grégoire et Carnot sont proposés. Sont en finale Saint-Exupéry et Vauban.
Les professeurs d'économie professent cette année-là l'impossibilité du redressement de la balance courante française, qui est contredite quelques mois plus tard par la relance de Jacques Rueff. Les étudiants qui n'ont pas suivi d'études de licence de droit sont contraints de suivre des cours en faculté de droit. Seul Jacques Chirac en est exempté, sur décision du directeur Henri Bourdeau de Fontenay, admiratif de son état de service en Algérie. 
À l'issue de leur stage de six mois en préfecture, les étudiants rédigent un mémoire sur une politique publique locale de la préfecture. Jacques Chirac obtient la pire note de la promotion. Les cours reprennent alors dans les locaux de l'établissement. Certains étudiants décriront une atmosphère de compétition étouffante.
Les étudiants ne prennent toutefois pas leur poste immédiatement. Ils sont envoyés en Algérie en juin 1959 pour servir de renfort dans les missions de maintien de l'ordre. Les étudiants qui ont préalablement réalisé leur service militaire sont exemptés.

### Sociologie
La moitié des impétrants ont été recrutés par concours externe. Un polytechnicien est admis par passerelle. La promotion compte cinq femmes.
Les étudiants issus du concours externe ont une moyenne d'âge de 25 ans, contre 29 ans pour ceux issus du concours interne. La plupart des fonctionnaires sont mariés, tandis que les étudiants issus du concours externe sont presque tous célibataires.
La moitié des fonctionnaires sont fils ou filles de petits fonctionnaires (secrétaires d'administration, percepteurs, receveurs PTT, employés de la SNCF), tandis que la majorité des étudiants recrutés par concours externe sont nés dans la bourgeoisie.

### Carrières
Les carrières des anciens de la promotion Vauban sont particulièrement rapides, et ont mené à des postes importants au sein de la République française et de sa vie politique nationale,. Jacques Chirac devient directeur de cabinet de Georges Pompidou à l'âge de 30 ans, Jean-Yves Haberer devient conseiller du ministre de l'Economie Michel Debré à 33 ans avant de prendre le contrôle du Crédit lyonnais, Bernard Stasi devient ministre sous la présidence de Pompidou, etc. Certains anciens ont même travaillé à l'ENA durant leur carrière.

## Liste d'élèves
| Jean-Claude Aurousseau                                           |                        |
| Jacques Boyon (15e)                                              | Cour des comptes       |
| Claudius Brosse                                                  |                        |
| Alain Chevalier                                                  | Cour des comptes       |
| Jacques Chirac (16e, au classement général et 11e de sa section) | Cour des comptes       |
| Pierre Consigny (9e)                                             |                        |
| Jacques Friedmann (3e)                                           |                        |
| Jean-Yves Haberer (2e)                                           |                        |
| Jean-François Kesler                                             |                        |
| Dieudonné Mandelkern (11e)                                       | Conseil d'État         |
| Philippe Rouvillois (major)                                      |                        |
| Jean-René Sautier                                                | administrateurs civils |
| Bernard Stasi                                                    |                        |
| André Tarallo                                                    |                        |